# Retinometra deblocki
Retinometra deblocki is een lintworm (Platyhelminthes; Cestoda). De worm is tweeslachtig. De soort leeft als parasiet in andere dieren.
Het geslacht Retinometra, waarin de lintworm wordt geplaatst, wordt tot de familie Hymenolepididae gerekend. De wetenschappelijke naam van de soort werd voor het eerst geldig gepubliceerd in 1968 door Schmidt & Neiland.